# Marcus Harvey
Pour les articles homonymes, voir Harvey.
Marcus Harvey (né en 1963 à Leeds) est un artiste et peintre anglais, l'un des Young British Artists (YBA). 

## Biographie
Marcus Harvey grandit à Moortown (en), une banlieue de Leeds. Il fréquente la Allerton Grange High School (en), est diplômé du Goldsmiths College en 1986 et est également étudiant au Leeds College of Art. À cette époque, il devient un ami proche de Damien Hirst. Harvey ne participe pas à l'exposition Freeze, car il avait obtenu son diplôme du Goldsmiths auparavant, mais Hirst inclus son travail lorsqu'il est commissaire de Some Went Mad, Some Ran Away (1994). Le travail de Harvey attire l'attention de Charles Saatchi.  
Harvey vit et travaille actuellement à Londres.

## Œuvre
Harvey est connu pour sa représentation de l'assassin Myra Hindley, créée à partir d'empreintes de main prises à partir d'un plâtre d'une main d'enfant, et montrées dans l'exposition Sensation de la Royal Academy of Art en 1997. La peinture a dû être temporairement retirée de l'exposition pour être restaurée après avoir été attaquée lors de deux incidents distincts le jour de l'ouverture, au cours desquels de l'encre et des œufs ont été jetés.    
Le travail ultérieur de Harvey combine peinture, photographie et sculpture, tout en explorant l'iconographie britannique dans la culture pop, le paysage et l'histoire culturelle. Ces œuvres comprennent des peintures figuratives gestuelles épaisses réalisées sur des épreuves photographiques de paysages et de personnages.   
Ses  céramiques et bronzes sont un amalgame de références historiques et sont des "portraits collés" de Nelson à Margaret Thatcher et de Napoléon à Tony Blair.

## Expositions
Harvey a présenté des œuvres dans le monde entier dans de nombreuses expositions, notamment The Führer's Cakes à la Galleria Marabini à Bologne, Snaps et White Riot au White Cube à Londres, Sex and the British à la galerie Thaddaeus Ropac à Salzbourg, Crucible, une exposition de sculptures à l'intérieur de la cathédrale de Gloucester et « London Calling: Young British Artists Criss-Crossed » à la Galleri Kaare Berntsen à Oslo. Il a été repris dans la série d'expositions originales "Young British Artists" à la galerie Saatchi en 1995 et dans des expositions importantes des YBA telles que In the darkest hour there may be light ["Dans l'heure la plus sombre, il peut y avoir de la lumière"] dans les galeries Serpentine.